# Susanne Riesch

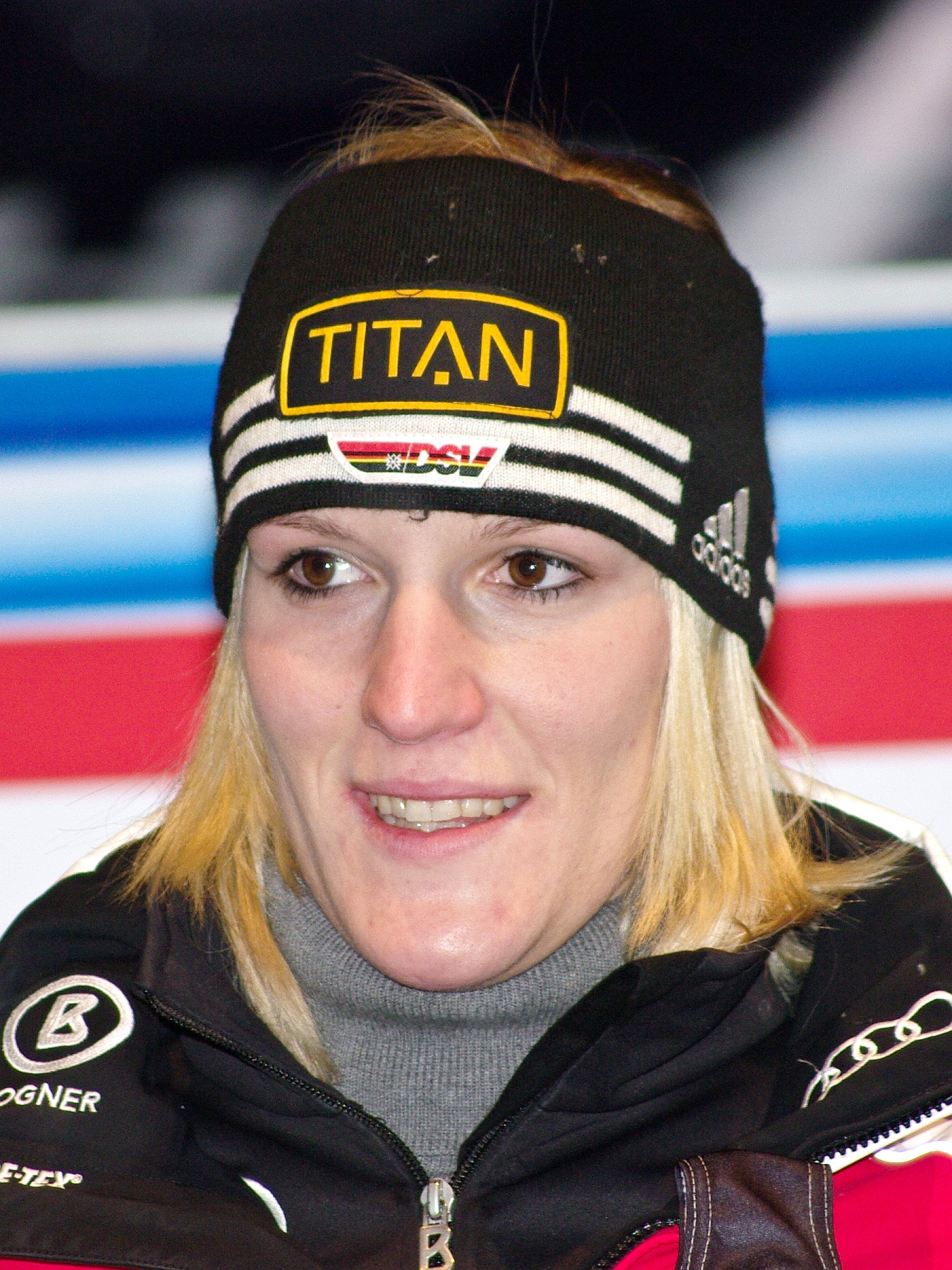
Susanne Riesch

Susanne Riesch, född 8 december 1987, är en tysk före detta alpin skidåkare som i första hand tävlade i slalomdisciplinen. Hon gjorde sin första världscupstart den 5 januari 2006 i Ofterschwang där hon inte kvalificerade sig till det andra åket. Den första pallplatsen blev en tredjeplats i Åre den 13 december 2009. Susannes äldre syster är Maria Riesch som även hon tävlade i utförsåkning för Tyskland.
Hon avslutade sin karriär efter säsongen 2014/2015.